# Abdón Calderón
Abdón Calderón Garaycoa (Cuenca, 30 de julio de 1804-Quito, 7 de junio de 1822) fue un héroe de la guerra de independencia del Ecuador que murió a consecuencia de las heridas sufridas en la batalla del Pichincha. Fue tal su heroísmo que Simón Bolívar no solo le ascendió post mortem sino que decretó que en el futuro se pase revista de la primera compañía del batallón Yaguachi como si él estuviera vivo, honor pocas veces visto en la historia militar. Bautizado en Cuenca el 31 de julio de 1804, fue hijo del matrimonio de Francisco Calderón y Díaz, nacido en Cuba, quien era Contador de las Cajas Reales, funcionario del gobierno colonial en Cuenca, y también mártir de la Independencia, y de Manuela de Jesús de Garaycoa y Llaguno, guayaquileña, quien pertenecía a una de las más destacadas familias del puerto.

## Reseña histórica
Su padre, Francisco Calderón, apoyó el golpe patriota de Quito del 10 de agosto de 1809, por lo que fue apresado y enviado a Guayaquil y luego a Cuenca y Machala. Liberado al establecerse a la Junta Superior del Gobierno de 1810, se incorporó al ejército patriota  del Estado de Quito con el grado de coronel. Como tal participó en toda la campaña de 1811 a 1812, militando en el bando de los sanchistas o radicales. Tras la derrota final del ejército patriota, luego del Combate de El Panecillo fue fusilado en Ibarra el primero de diciembre de 1812 por orden de Sámano. 
Su último deseo fue que se le quitara la venda de los ojos y le fuera entregado a su hijo Abdón su escapulario que fue propiedad del gran prócer quiteño Eugenio Espejo. Toda esta experiencia  marcaría profundamente la vida y muerte de su hijo Abdón.
Abdón hizo sus estudios en Guayaquil, contando entre sus maestros a Vicente Rocafuerte, su pariente lejano, futuro presidente del Ecuador, quien en 1842 habría de contraer matrimonio con Baltazara Calderón, hermana menor de Abdón, nacida en Cuenca en 1806.
Abdón tenía apenas 16 años cuando estalló la revolución del 9 de octubre de 1820 que declaró la independencia de Guayaquil. El ilustre José Joaquín de Olmedo creó entonces un ejército llamado División Protectora de Quito con la finalidad de independizar también al resto de la Audiencia. Ese mismo día, Abdón se alistó en el división donde alcanzó el grado de subteniente en el Batallón Voluntarios de la Patria bajo órdenes de don Ignacio Salazar. Se destacó de inmediato por su "valor heroico", según palabras del coronel patriota Luis Urdaneta, quien pidió para Abdón el grado de teniente después del triunfo de Camino Real (9 de noviembre de 1820). Con ese grado militar tomó parte en los diversas acciones de la campaña libertadora de 1820-1822: la primera derrota de Huachi, la de Tanizagua, la victoria de Cone, la segunda derrota de Huachi, el avance de Guayaquil a Cuenca y de Cuenca a Quito. Para cuando peleó en la Batalla del Pichincha, Abdón Calderón, pese a su juventud, era todo un veterano de la guerra.

## La batalla de Pichincha y su posterior muerte

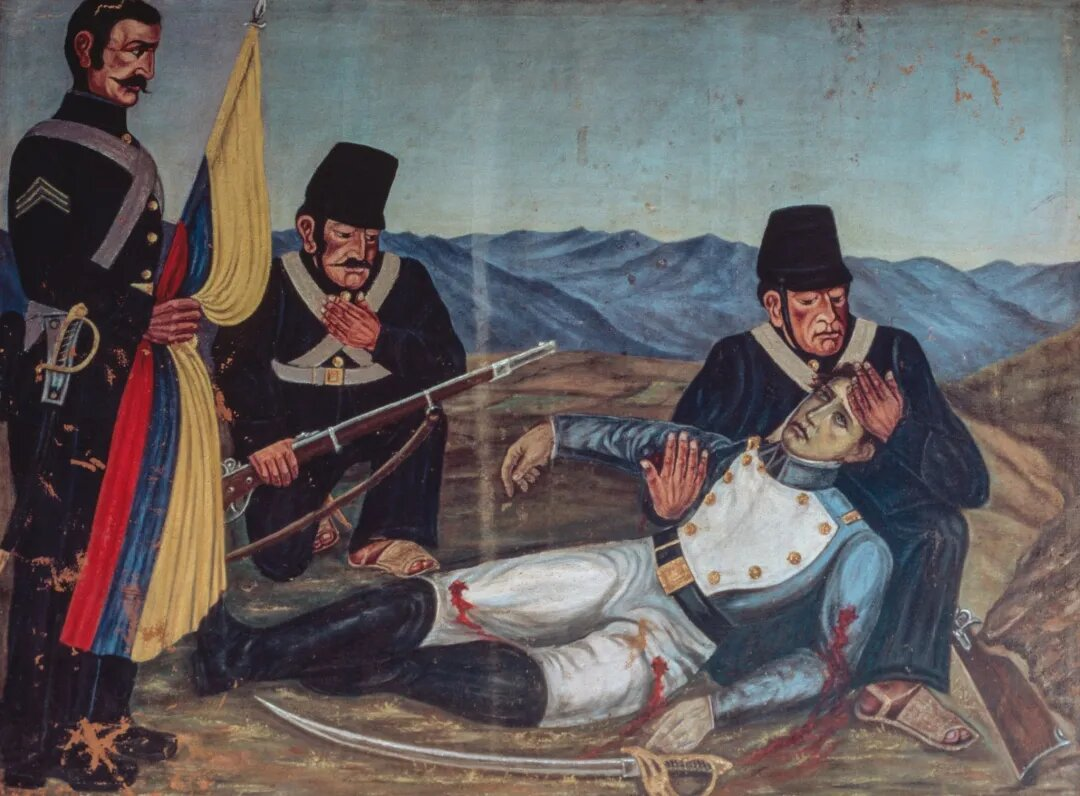
Muerte de Abdón Calderón en una pintura anónima.

La batalla de Pichincha del 24 de mayo de 1822 fue el escenario del acontecimiento que lo convertiría en leyenda, su propia muerte. Como lo narran los testigos y el propio parte de batalla del General Antonio José de Sucre, a pesar de recibir varias heridas sucesivas continuó luchando. Este hecho incontrovertible ha sido narrado en libros de texto con adjetivos grandilocuentes, creando un mito que se enseñaba en las escuelas primarias ecuatorianas sobre un personaje con capacidades casi sobrehumanas que, a pesar de estar inutilizado, sostenía la bandera Independentista casi con los dientes, hasta finalmente morir en batalla. Esta narración proviene de la estampa escrita a principios del siglo XX por Manuel J. Calle, quien en su obra "Leyendas del Tiempo Heroico", quiso destacar el heroísmo del joven cuencano en medio de la batalla.
La historia real es que Abdón Calderón, a pesar de haber recibido cuatro heridas de bala, siguió en la línea de fuego, alentando a todo su batallón, al que comandaba como teniente. Cuando cayó, desfalleciente, sus soldados improvisaron una camilla con un poncho y le pusieron en una choza, situada en el ruedo. Al terminar el feroz combate fue trasladado a la ciudad de Quito, donde murió al cabo de catorce días a causa de la disentería en el hospital San Juan de Dios el 7 de junio de 1822. Antonio José de Sucre en su escueto parte de la Batalla de Pichincha, fechado el 28 de mayo del aquel año dice: " [...] hago una particular memoria de la conducta del Teniente Calderón, que habiendo recibido sucesivamente cuatro heridas, no quiso retirarse del combate. Probablemente morirá, pero el Gobierno de la República sabrá compensar a la familia los servicios de este oficial heroico".

## Ascenso militar póstumo

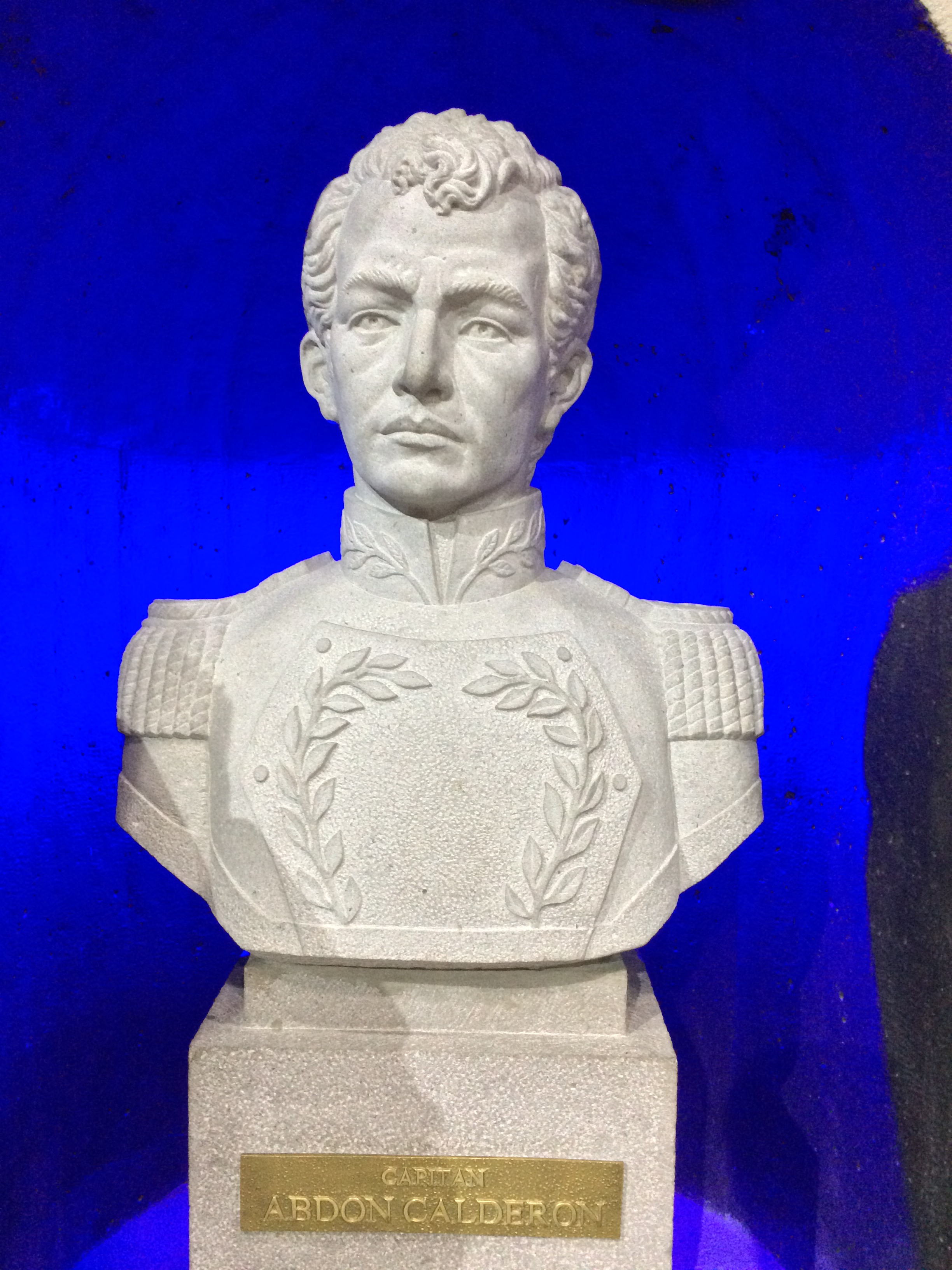
Busto en el Templo de la Patria en Quito.

Cuando Simón Bolívar llegó a la ciudad de Quito y se enteró de estos hechos, ascendió póstumamente a Calderón al grado de capitán y decretó que su sueldo fuera entregado a su madre. Dispuso que la primera compañía del Batallón Yaguachi a la que perteneció Calderón no tendría capitán y en las revistas, al mencionarse su nombre, la tropa habría de contestar: "Murió gloriosamente en Pichincha, pero vive en nuestros corazones". Esta ceremonia se cumple hasta el día de hoy en dicha unidad militar. Además, se la escenifica cada 24 de mayo en el propio lugar de la batalla, conocido como la Cima de la Libertad.

## Homenajes y distinciones
- En los cuerpos de caballería del Ejército ecuatoriano, siempre es recordado en los cambios de guardia semanales con el grito del oficial: "Capitán Abdón Calderón..."

- Hay dos colegios militares con su nombre, en la ciudad de Quito[3] y Cuenca.[4] Además de la Unidad Educativa Bilingüe Particular "Abdón Calderón", ubicada en el cantón Samborondón,en la provincia Guayas[5] y una Unidad Educativa Fiscal en el Cantón Naranjal con el mismo nombre.
- Así mismo, el histórico cañonero BAE Calderón de la Armada ecuatoriana fue nombrado en su honor.
- A mediados de septiembre de 2014, la Policía Militar de Venezuela adoptó el nombre de "Calderón 352" en honor al joven héroe.